# Хотьково (станция)
Хотько́во — железнодорожная станция Ярославского направления Московской железной дороги в одноимённом городе Сергиево-Посадского района Московской области. Входит в Московско-Курский центр организации работы железнодорожных станций ДЦС-1 Московской дирекции управления движением. По основному характеру работы является промежуточной, по объёму работы отнесена к 4 классу.
Расположена в 59,2 километрах от Ярославского вокзала г. Москвы. Две платформы: островная и боковая. Четыре пути. Нумерация путей с востока на запад, от вокзала, он же пост ЭЦ: II, I, 4, 3.
В 2012—2013 гг. проводился капитальный ремонт платформ. Турникеты отсутствуют.
Станция была сооружена в 1862 году, электрифицирована в 1933 году, постоянный ток 1500 В, контактный провод временно демонтирован в 1941—1942 годах; в 1956 году переведена на напряжение 3000 В.
Рядом со станцией расположен Покровский Хотьков монастырь.

## Общественный транспорт
У станции останавливаются следующие автобусы:
| № маршрута | Конечные остановки                                                                                     | Маршрут следования |
| ---------- | --- | --- |
| 31         | Васьково — Жучки — ст. Хотьково — Васильевское — Ярыгино Васьково — Жучки — ст. Хотьково — ст. Дмитров | Васьково — Тешилово — Уголки — Жучки — ст. Хотьково — Шапилово — пос. Мостовик — Новинки — Васильевское — Ярыгино Васьково — Тешилово — Уголки — Жучки — ст. Хотьково — Шапилово — пос. Мостовик — Нов. Жёлтиково — Озерецкое — Житниково — пл. 69 км — Костино — пл. 71 км — Фёдоровское — Ярово — Митькино — ст. Дмитров |
| 43         | Морозово — ст. Хотьково — Радонеж (Городок) ст. Хотьково — Васьково                                    | Морозово — ст. Хотьково — Репихово — Радонеж (Городок) ст. Хотьково — Жучки — Уголки — Тешилово — Васьково |
| 44         | Жучки — ст. Хотьково — пос. Мостовик — Костино — ст. Дмитров                                           | Жучки — ст. Хотьково — Шапилово — пос. Мостовик — Нов. Жёлтиково — Озерецкое — Житниково — пл. 69 км — Костино — пл. 71 км — Фёдоровское — Ярово — Митькино — ст. Дмитров |
| 55         | пос. Абрамцево — Поликлиника — ЦРБ — ТЦ «Капитолий»                                                    | пос. Абрамцево — Поликлиника — ст. Хотьково — Подушкино — Машино — Семхоз — Сергиев Посад — ЦРБ — ТЦ «Капитолий» |
| 388        | ст. Сергиев Посад — ст. м. «ВДНХ»                                                                      | ст. Сергиев Посад — ст. Хотьково — Ярославское шоссе — ст. м. «ВДНХ» (часть рейсов, остальные идут через пос. 67 км) |

Маршрутное такси № 76к (дублёр автобуса № 55) Пос. Абрамцево — Дворец культуры — ЦРБ — ТЦ «Капитолий» или Поликлиника— Дворец культуры — ЦРБ — ТЦ «Капитолий»)

## В кинематографе
- «Диалог с продолжением» (1980).